# Dufourea exigua
Dufourea exigua är en biart som beskrevs av Ebmer 2008. Dufourea exigua ingår i släktet solbin, och familjen vägbin. Inga underarter finns listade i Catalogue of Life.